# Codeberg
Codeberg e.V. is een Duitse non-profitorganisatie die het softwareontwikkelingsplatform Codeberg ondersteunt, ontwikkelt en aanbiedt.
Het onderliggende platform waaraan ontwikkeld wordt heet Forgejo. Oorspronkelijk was dit platform gelicenseerd onder een MIT-licentie. In 2024 werd de keuze gemaakt om over te stappen naar de GPLv3-licentie, zodat vrije software bijdrages opgenomen mogen worden zonder dubbele licentie en gebruikersrechten gegarandeerd blijven.

## Groei
In 2018 werd GitHub door Microsoft overgenomen. In Europa ontstond ook in de jaren daarna een grotere vraag naar platformen die onafhankelijker van Amerikaanse techbedrijven opereren. Op de initiatiefwebsite "European Alternatives" wordt Codeberg genoemd als een Europees alternatief op Amerikaanse softwareontwikkelingsplatformen.
Aan het begin van 2023 waren er meer dan 50.000 projecten die van Codeberg gebruik maakten. In 2024 werden dat meer dan 100.000 projecten. Halverwege 2025 werden het meer dan 250.000 projecten, en waren er meer dan 160.000 gebruikers geregistreerd.